# 皆實町二丁目停留場
皆實町二丁目停留場（日语：／ Minami-machi 2-chome teiryūjō */?），又稱皆實町二丁目電車站，是位於廣島縣廣島市南區皆實町一丁目和三丁目，廣島電鐵皆實線的電車站。車站編號為H05。

## 電車站構造
電車站是建造在國道487號上。雖然仍算與京橋川並行、但軌道已開始遠離川邊。

### 月台配置
電車站設有2面2線的側式月台。採用標準化的28米長度設計。也與南區役所前停留場一樣，採用了通過路口後才進站的千鳥式月台設計。出入口設於後方，並可透過各自的斑馬線連接至兩端的行人路。兩個月台都只設有一個細小的有蓋候車亭，其餘皆為露天部份，設有欄竿分隔月台及車路；當列車靠近時，位於月台入口的舊式班次燈箱會自動着起「列車將要到達月台」的指示燈號。
本站只有5系統會駛入此站。
| 月台                          | 路線  | 上下行 | 方向                   |
| ----------------------------- | ----- | ------ | ---------------------- |
| (靠向一丁目10)                | 5號線 | 上行   | 廣島站方向             |
| (靠向三丁目3／皆實學區集會所) | 5號線 | 下行   | 宇品二丁目、廣島港方向 |

## 歷史
- 1944年12月27日：電車站啟用[3]。
- 1945年2月1日：電車站暫停營業[3]。
- 1945年8月6日：廣島市被投下原子彈，皆實線全線不能通行[3]。
- 1948年7月1日：隨皆實線全線路線重開，此電車站重啟[3]。

## 使用狀況
根據廣島電鐵上繳國土交通省有關「實施移動等圓滑化相關事宜」（移動等円滑化に関する取り組み）報告中，本站的使用人數如下：
| 乘降人員推算 | 乘降人員推算     | 乘降人員推算   |
| 年度         | 1日平均 乘降人次 | 出處           |
| ------------ | ---------------- | -------------- |
| 2021         | 704              | [ 廣電統計 1 ] |
| 2022         | 765              | [ 廣電統計 2 ] |
| 2023         | 798              | [ 廣電統計 3 ] |
| 2024         | 770              | [ 廣電統計 4 ] |

## 相鄰電車站
廣島電鐵
■皆實線
南區役所前（H7）－皆實町二丁目（H8）－皆實町六丁目（H9）

### 統計資料
1. ↑  2021年度 移動等円滑化取組報告書（軌道停留場），第3頁。
2. ↑  2022年度 移動等円滑化取組報告書（軌道停留場） （页面存档备份，存于），第3頁。
3. ↑  2023年度 移動等円滑化取組報告書（軌道停留場），第3頁。
4. ↑  2024年度 移動等円滑化取組報告書（軌道停留場），第3頁。

## 外部連結
- 廣島電鐵皆實町二丁目站（页面存档备份，存于）（日語）